# 十字屋銚子店
十字屋銚子店は千葉県銚子市にあった大型店である。

## 概要
「十字屋」が1960年（昭和35年）12月に銚子市陣屋町二番地に売り場面積約330平方メートルの衣料品店を出店したのが始まりである。この「（初代）十字屋銚子店」は開設時点では銚子市内でも最大級の大型衣料品店であった。
1976年（昭和51年）10月に銚子駅前通りに「（2代目）十字屋銚子店」として百貨店を開店した。これにより銚子駅前に小売店や飲食店が集中し、銚子駅前が地域最大の繁華街へと発展する契機となった。
1991年（平成3年）には売上高約107億円を上げたが、郊外型店舗との競合や消費者の生活様式の変化、長引く不況など、地方百貨店を取り巻く環境が厳しさを増す中で2004年（平成16年）に売上高約47.5億円に落ち込み、親会社であるダイエーの産業再生機構の支援を受けた経営再建策の中で早期の黒字化が困難な店舗とされ、2005年（平成17年）11月30日に閉店した。その後2010年（平成22年）に市内にイオンモール銚子がオープンし、十字屋銚子店に代わる銚子市商業の中心施設となっている。店舗跡地には2014年（平成26年）に銚子セレクト市場が開業している。

## 店舗跡
店舗跡地は、ジャパンレジャーサービスグループの松屋百貨店（注・東京銀座などで百貨店を運営する松屋とは別企業）による商業施設が計画されるも、不況によりテナントが集まらず断念し、2008年（平成20年）11月下旬から2009年（平成21年）1月頃にかけて解体された。
しばらくは更地であったが、ジャパンレジャーサービスグループの松屋百貨店が運営会社「てうし横丁」を設立して2011年（平成23年）7月から木造平屋建ての銚子漁港市場「てうし横丁」を建設したが、東日本大震災や不況の影響によりテナントが集まらず2012年（平成24年）10月に全面的に撤退することを表明した。
完成したものの使われていなかった「てうし横丁」の建物に、駅前にある銚子セレクト市場を移転することになり、2014年（平成26年）12月に開業した。